# Grand Prix automobile de Las Vegas 2024
GP précédent GP suivant
Le Grand Prix automobile de Las Vegas 2024 (Formula 1 Heineken Silver Las Vegas Grand Prix 2024), disputé le 23 novembre 2024 sur le Las Vegas Strip Circuit, est la 1123e épreuve du championnat du monde de Formule 1 courue depuis 1950. Il s'agit de la quatrième édition du Grand Prix de Las Vegas comptant pour le championnat du monde de Formule 1 et de la vingt-deuxième manche du championnat 2024. Après deux éditions courues sur le parking du Caesars Palace en 1981 et 1982, la Formule 1 est revenue dans la mégapole du Nevada en 2023 pour une troisième course de la saison sur le territoire américain, sur un nouveau tracé urbain notamment caractérisé par une ligne droite de 1,9 km le long du Las Vegas Strip.
Après avoir dominé toutes les séances d'essais, Mercedes obtient la pole position grâce à George Russell qui bat Carlos Sainz de 98 millièmes de seconde pour partir en tête pour la troisième fois de la saison, la quatrième de sa carrière. Sur un tracé où les pilotes recherchent l'adhérence et le moyen de mettre leurs pneus à bonne température, Pierre Gasly et son écurie Alpine réalisent leur meilleure performance en qualifications avec le troisième temps, obtenant la deuxième ligne, devant Charles Leclerc. Les deux rivaux pour le titre se partagent la troisième ligne, Max Verstappen précédant Lando Norris. Suit Yuki Tsunoda, plus rapide qu'Oscar Piastri, tandis que Lewis Hamilton, qui n'a pas su tirer parti de sa W15, s'élance dixième derrière Nico Hülkenberg
À l'arrivée, Mercedes obtient le soixantième doublé de son histoire grâce à la victoire de George Russell devant Lewis Hamilton ; Max Verstappen, cinquième devant Lando Norris, remporte son quatrième titre de champion du monde à deux courses du terme. Il rejoint Alain Prost et Sebastian Vettel enchaînant, comme ce dernier, ses quatre sacres dans l'écurie Red Bull Racing. Par ailleurs, la saison connaît désormais un total exceptionnel de sept pilotes comptant au moins deux victoires : huit pour Verstappen, trois pour Leclerc et Norris et deux pour Sainz, Piastri, Hamilton et enfin Russell qui double ici la mise après sa victoire en Autriche.
Le froid de l'automne finissant dans la nuit du Nevada et une piste agressant sévèrement les pneumatiques générant un cruel manque d'adhérence, posent des problèmes à l'ensemble des écuries, sauf Mercedes dont les pilotes « volent » sur le Strip Circuit du premier au dernier jour de l'événement. Au départ, Russell conserve le bénéfice de sa pole position tandis que Leclerc s'infiltre à l'intérieur du premier virage pour prendre, d'emblée, la deuxième place. Au bout de sept tours il annonce toutefois qu'il n'a « plus de pneus » et cède sa position à son coéquipier Sainz, puis à Verstappen qui, lui aussi, se plaint d'un manque d'adhérence. Alors que le moteur de l'Alpine de Gasly explose, Hamilton fonce, dépasse, et se retrouve bientôt en lutte pour le podium. Dans une course à deux arrêts, Russell n'est jamais inquiété en tête tandis que Verstappen, deuxième après quinze tours, se montre raisonnable sachant que son seul objectif est de finir devant Norris ; il ne se bat ni face à Hamilton ni face aux Ferrari qui le relèguent à sa position de départ, cinquième, mais loin devant Norris. Au trente-deuxième tour, Leclerc procède à son deuxième arrêt, offrant définitivement la deuxième place à Hamilton et la troisième à Sainz qui le dépasse à sa sortie des stands, ce qui provoque la colère du Monégasque, une consigne de course semblant avoir été sciemment ignorée par Sainz. En fin de course et sans autre espoir que finir sixième, Norris chausse des pneus tendres et s'adjuge le point du meilleur tour dans la dernière boucle. Piastri termine, isolé, à la septième place, suivi d'Hülkenberg, tous deux ayant pris le meilleur sur Tsunoda, neuvième. Pérez prend l'unité restante, ce maigre score n'arrangeant pas Red Bull au classement des constructeurs.
À l'issue de l'épreuve, les dix premiers pilotes au classement du championnat conservent leurs positions ; Max Verstappen (403 points) est désormais champion : avec 63 points d'avance sur Lando Norris (340 points), il ne peut plus être rejoint. Le Britannique reste sous la menace de Charles Leclerc (319 points) pour la place de dauphin. De même, Oscar Piastri (268 points) n'est pas assuré de conserver son quatrième rang face à Carlos Sainz (259 points). George Russell (217 points) augmente son capital à la sixième place, devant Lewis Hamilton (208 points). Sergio Pérez (152 points) ne pourra finir mieux que huitième, devant Fernando Alonso (62 points) et Nico Hülkenberg (35 points). Chez les constructeurs, la bataille promet de faire rage jusqu'au bout entre McLaren (608 points), Ferrari (584 points et 24 unités de retard) et Red Bull (555 points), légèrement décroché.  Esseulé, Mercedes (425 points) est assuré de finir quatrième. Plus loin, Aston Martin (86 points) tient le cinquième rang, alors que la bataille pour la sixième place met aux prises Haas (50 points) qui dépasse Alpine (49 points), suivi par Racing Bulls (46 points). Williams (17 points) en neuvième position devance Kick Sauber qui n'a toujours pas marqué à deux courses du terme.

## Contexte avant la course

### Max Verstappen vers son quatrième titre mondial
Max Verstappen a quitté São Paulo en vainqueur avec 62 points d'avance sur Lando Norris ; s'il en conserve 60 à l'issue du Grand Prix de Las Vegas, il sera champion du monde pour la quatrième fois. Deux solutions lui permettent de rejoindre Alain Prost et Sebastian Vettel à deux courses du terme : soit en terminant la course devant son rival, quelles que soient leurs positions, soit si Norris ne marque pas trois points de plus que lui,,.

### Départ de Niels Wittich
Niels Wittich occupait le poste de directeur de course, partagé avec Eduardo Freitas, depuis 2022, en remplacement de Michael Masi, démis de ses fonctions,. À partir de 2023, il occupe ce poste à plein temps. Le 12 novembre 2024, la FIA annonce : « Niels Wittich a démissionné de son poste de directeur de course de F1 avec effet immédiat pour poursuivre de nouvelles opportunités. Niels a rempli ses nombreuses responsabilités en tant que directeur de course avec professionnalisme et dévouement. Nous le remercions pour son engagement et lui souhaitons le meilleur pour l'avenir. »
Dans la foulée, le nom de son remplaçant est annoncé : « Rui Marques assumera le rôle de directeur de course à partir du Grand Prix de Las Vegas. Rui apporte une riche expérience, ayant déjà occupé les fonctions de commissaire de piste, de commissaire technique, de commissaire national et international, de directeur adjoint de course et de directeur de course dans divers championnats. Plus récemment, il a occupé le poste de directeur de course de Formule 2 et de Formule 3
. »
Quelques heures après la publication de ce communiqué, Niels Wittich réplique en affirmant qu'il n'a pas démissionné mais qu'il a été limogé et a appris la nouvelle peu avant l'envoi du communiqué aux médias.

### Départ de Dan Fallows
Le 12 novembre 2024, Aston Martin annonce se séparer de Dan Fallows qui occupait le poste de directeur technique depuis 2022 : « Aston Martin Aramco Formula One Team et le directeur technique Dan Fallows annoncent conjointement aujourd'hui qu'à partir du mois de novembre, Dan ne sera plus directeur technique de l'équipe de Formule 1 ; Dan restera au sein du groupe. »
Fallows laisse sa place à Enrico Cardile, en provenance de Ferrari, supervisé par Adrian Newey à partir de mars 2025 ; sa venue était officialisée depuis déjà plusieurs mois,,.

## Pneus disponibles
| Pneus pour piste sèche | Pneus pour piste sèche | Pneus pour piste sèche | Pneus pluie    | Pneus pluie |
| ---------------------- | ---------------------- | ---------------------- | -------------- | ----------- |
| Durs (Type C3)         | Medium (Type C4)       | Tendres (Type C5)      | Intermédiaires | Pluie       |

## Essais libres

### Première séance, le vendredi de 18 h 30 à 19 h 30
| Pos. | Pilote           | Voiture             | Chrono         | Écart     |
| ---- | ---------------- | ------------------- | -------------- | --------- |
| 1    | Lewis Hamilton   | Mercedes            | 1 min 35 s 001 |           |
| 2    | George Russell   | Mercedes            | 1 min 35 s 396 | + 0 s 396 |
| 3    | Lando Norris     | McLaren-Mercedes    | 1 min 35 s 954 | + 0 s 953 |
| 4    | Charles Leclerc  | Ferrari             | 1 min 36 s 007 | + 1 s 006 |
| 5    | Max Verstappen   | Red Bull-Honda RBPT | 1 min 36 s 038 | + 1 s 037 |
| 6    | Carlos Sainz Jr. | Ferrari             | 1 min 36 s 218 | + 1 s 217 |

### Deuxième séance, le vendredi de 22 h à 23 h
| Pos. | Pilote           | Voiture          | Chrono         | Écart     |
| ---- | ---------------- | ---------------- | -------------- | --------- |
| 1    | Lewis Hamilton   | Mercedes         | 1 min 33 s 825 |           |
| 2    | Lando Norris     | McLaren-Mercedes | 1 min 33 s 836 | + 0 s 011 |
| 3    | George Russell   | Mercedes         | 1 min 34 s 015 | + 0 s 190 |
| 4    | Carlos Sainz Jr. | Ferrari          | 1 min 34 s 105 | + 0 s 280 |
| 5    | Charles Leclerc  | Ferrari          | 1 min 34 s 313 | + 0 s 488 |
| 6    | Pierre Gasly     | Alpine-Renault   | 1 min 34 s 651 | + 0 s 826 |

- La séance est interrompue au drapeau rouge à vingt-cinq minutes du terme après qu'Alexander Albon, qui venait de s'élancer, a été contraint de s'arrêter en piste, vraisemblablement à cause d'un problème du système d'alimentation en carburant qui l'avait déjà empêcher de débuter la session[16],[17].

### Troisième séance, le samedi de 18 h 30 à 19 h 30
| Pos. | Pilote           | Voiture             | Chrono         | Écart     |
| ---- | ---------------- | ------------------- | -------------- | --------- |
| 1    | George Russell   | Mercedes            | 1 min 33 s 570 |           |
| 2    | Oscar Piastri    | McLaren-Mercedes    | 1 min 33 s 785 | + 0 s 215 |
| 3    | Carlos Sainz Jr. | Ferrari             | 1 min 33 s 918 | + 0 s 348 |
| 4    | Lando Norris     | McLaren-Mercedes    | 1 min 34 s 008 | + 0 s 438 |
| 5    | Max Verstappen   | Red Bull-Honda RBPT | 1 min 34 s 137 | + 0 s 567 |
| 6    | Lewis Hamilton   | Mercedes            | 1 min 34 s 341 | + 0 s 771 |

- La séance est interrompue au drapeau rouge à sept minutes du terme après que Lance Stroll a immobilisé sa monoplace, fumante, en panne dans la ligne droite ; la session est relancée pour seulement une minute[19],[20].

## Séance de qualifications

### Résultats des qualifications
| Pos. | Pilote           | Écurie                  | Qualifications 1 | Qualifications 2 | Qualifications 3 |
| --- | ---------------- | ----------------------- | ---------------- | ---------------- | ---------------- |
| 1 | George Russell   | Mercedes                | 1 min 33 s 186   | 1 min 32 s 779   | 1 min 32 s 312   |
| 2 | Carlos Sainz Jr. | Ferrari                 | 1 min 33 s 484   | 1 min 32 s 711   | 1 min 32 s 410   |
| 3 | Pierre Gasly     | Alpine-Renault          | 1 min 33 s 691   | 1 min 32 s 879   | 1 min 32 s 664   |
| 4 | Charles Leclerc  | Ferrari                 | 1 min 33 s 446   | 1 min 33 s 016   | 1 min 32 s 783   |
| 5 | Max Verstappen   | Red Bull-Honda RBPT     | 1 min 33 s 299   | 1 min 33 s 085   | 1 min 32 s 797   |
| 6 | Lando Norris     | McLaren-Mercedes        | 1 min 33 s 592   | 1 min 33 s 099   | 1 min 33 s 008   |
| 7 | Yuki Tsunoda     | Racing Bulls-Honda RBPT | 1 min 33 s 789   | 1 min 33 s 089   | 1 min 33 s 029   |
| 8 | Oscar Piastri    | McLaren-Mercedes        | 1 min 33 s 450   | 1 min 33 s 024   | 1 min 33 s 033   |
| 9 | Nico Hülkenberg  | Haas-Ferrari            | 1 min 33 s 920   | 1 min 33 s 114   | 1 min 33 s 062   |
| 10 | Lewis Hamilton   | Mercedes                | 1 min 33 s 225   | 1 min 32 s 567   | 1 min 48 s 106   |
| 11 | Esteban Ocon     | Alpine-Renault          | 1 min 33 s 968   | 1 min 33 s 221   |                  |
| 12 | Kevin Magnussen  | Haas-Ferrari            | 1 min 33 s 991   | 1 min 33 s 297   |                  |
| 13 | Zhou Guanyu      | Kick Sauber-Ferrari     | 1 min 34 s 079   | 1 min 33 s 566   |                  |
| 14 | Franco Colapinto | Williams-Mercedes       | 1 min 33 s 746   | 1 min 33 s 749   |                  |
| 15 | Liam Lawson      | Racing Bulls-Honda RBPT | 1 min 34 s 087   | 1 min 34 s 257   |                  |
| 16 | Sergio Pérez     | Red Bull-Honda RBPT     | 1 min 34 s 155   |                  |                  |
| 17 | Fernando Alonso  | Aston Martin-Mercedes   | 1 min 34 s 258   |                  |                  |
| 18 | Alexander Albon  | Williams-Mercedes       | 1 min 34 s 425   |                  |                  |
| 19 | Valtteri Bottas  | Kick Sauber-Ferrari     | 1 min 34 s 430   |                  |                  |
| 20 | Lance Stroll     | Aston Martin-Mercedes   | 1 min 34 s 484   |                  |                  |
| Temps minimal à réaliser pour la qualification : 1 min 39 s 709 (107 % du meilleur temps en Q1 : 1 min 33 s 186) |                  |                         |                  |                  |                  |

- La session Q2 est définitivement arrêtée au drapeau rouge lorsque Franco Colapinto détruit sa Williams FW46 dans la ligne droite menant au dernier virage en heurtant le mur à la corde du virage no 16 avant d'être rejeté vers le muret extérieur. Si l'Argentin va bien, sa monoplace est à nouveau détruite, alors que l'équipe a déjà subi trois millions de dollars de dégâts après son accident lors de la course précédente, au Brésil[22],[23]. La violence du choc est telle que le pilote n'obtient pas l'autorisation immédiate des médecins pour rouler en course. Un communiqué de Williams précise : « Pendant les qualifications, Franco a subi un impact important de plus de 50 g, nécessitant un examen médical. Un impact de cette ampleur est évidemment significatif et sévère. Il devra être examiné à nouveau demain avant que nous sachions s'il est apte à courir[24],[25]. »

### Grille de départ
- Franco Colapinto, auteur du quatorzième temps, était incertain pour la course après son violent accident en qualifications ; s'il reçoit finalement le feu vert médical, l'accident a obligé les mécaniciens à remettre en état la monoplace pendant la procédure de parc fermé. En conséquence, Colapinto prend le départ depuis la voie des stands[26],[27] ;
- Valtteri Bottas, auteur du dix-neuvième temps, est pénalisé d'un recul de cinq places sur la grille après le changement, hors-quota, de sa batterie (la quatrième de la saison pour deux autorisées) ; à la suite de la pénalité de Colapinto, il s'élance dix-neuvième[28],[29].

## Course

### Classement de la course
| Pos. | no | Pilote           | Écurie                  | Tours | Temps/Abandon                                       | Grille  | Points |
| ---- | -- | ---------------- | ----------------------- | ----- | --------------------------------------------------- | ------- | ------ |
| 1    | 63 | George Russell   | Mercedes                | 50    | 1 h 22 min 05 s 969 (226,524 km/h)                  | 1       | 25     |
| 2    | 44 | Lewis Hamilton   | Mercedes                | 50    | + 7 s 313                                           | 10      | 18     |
| 3    | 55 | Carlos Sainz Jr. | Ferrari                 | 50    | + 11 s 906                                          | 2       | 15     |
| 4    | 16 | Charles Leclerc  | Ferrari                 | 50    | + 14 s 283                                          | 4       | 12     |
| 5    | 1  | Max Verstappen   | Red Bull-Honda RBPT     | 50    | + 16 s 582                                          | 5       | 10     |
| 6    | 4  | Lando Norris     | McLaren-Mercedes        | 50    | + 43 s 385                                          | 6       | 8 + 1  |
| 7    | 81 | Oscar Piastri    | McLaren-Mercedes        | 50    | + 51 s 365 (dont 5 s de pénalité purgées en course) | 8       | 6      |
| 8    | 27 | Nico Hülkenberg  | Haas-Ferrari            | 50    | + 59 s 808                                          | 9       | 4      |
| 9    | 22 | Yuki Tsunoda     | Racing Bulls-Honda RBPT | 50    | + 1 min 02 s 808                                    | 7       | 2      |
| 10   | 11 | Sergio Pérez     | Red Bull-Honda RBPT     | 50    | + 1 min 03 s 114                                    | 15      | 1      |
| 11   | 14 | Fernando Alonso  | Aston Martin-Mercedes   | 50    | + 1 min 09 s 195                                    | 16      |        |
| 12   | 20 | Kevin Magnussen  | Haas-Ferrari            | 50    | + 1 min 09 s 803                                    | 12      |        |
| 13   | 24 | Zhou Guanyu      | Kick Sauber-Ferrari     | 50    | + 1 min 14 s 085                                    | 13      |        |
| 14   | 43 | Franco Colapinto | Williams-Mercedes       | 50    | + 1 min 15 s 172                                    | Pitlane |        |
| 15   | 18 | Lance Stroll     | Aston Martin-Mercedes   | 50    | + 1 min 24 s 102                                    | 18      |        |
| 16   | 30 | Liam Lawson      | Racing Bulls-Honda RBPT | 50    | + 1 min 31 s 005                                    | 14      |        |
| 17   | 31 | Esteban Ocon     | Alpine-Renault          | 49    | + 1 tour                                            | 11      |        |
| 18   | 77 | Valtteri Bottas  | Kick Sauber-Ferrari     | 49    | + 1 tour                                            | 19      |        |
| Abd. | 23 | Alexander Albon  | Williams-Mercedes       | 25    | Turbocompresseur                                    | 17      |        |
| Abd. | 10 | Pierre Gasly     | Alpine-Renault          | 15    | Moteur                                              | 3       |        |

### Pole position et record du tour
- Pole position :  George Russell (Mercedes) en 1 min 32 s 312 (237,889 km/h)[32].
- Meilleur tour en course :  Lando Norris (McLaren-Mercedes) en 1 min 34 s 876 (235,292 km/h), au cinquantième tour ; sixième de l'épreuve, il remporte le point bonus associé[33].

### Tours en tête
- George Russell (Mercedes) :  49 tours (1-12 / 14-50)[34] ;
- Lewis Hamilton (Mercedes) :  1 tour (13).

## Classements généraux à l'issue de la course
| Pos.     | Pilote           | Écurie                  | Points |
| -------- | ---------------- | ----------------------- | ------ |
| Champion | Max Verstappen   | Red Bull-Honda RBPT     | 403    |
| 2        | Lando Norris     | McLaren-Mercedes        | 340    |
| 3        | Charles Leclerc  | Ferrari                 | 319    |
| 4        | Oscar Piastri    | McLaren-Mercedes        | 268    |
| 5        | Carlos Sainz Jr. | Ferrari                 | 259    |
| 6        | George Russell   | Mercedes                | 217    |
| 7        | Lewis Hamilton   | Mercedes                | 208    |
| 8        | Sergio Pérez     | Red Bull-Honda RBPT     | 152    |
| 9        | Fernando Alonso  | Aston Martin-Mercedes   | 62     |
| 10       | Nico Hülkenberg  | Haas-Ferrari            | 35     |
| 11       | Yuki Tsunoda     | Racing Bulls-Honda RBPT | 30     |
| 12       | Pierre Gasly     | Alpine-Renault          | 26     |
| 13       | Lance Stroll     | Aston Martin-Mercedes   | 24     |
| 14       | Esteban Ocon     | Alpine-Renault          | 23     |
| 15       | Kevin Magnussen  | Haas-Ferrari            | 14     |
| 16       | Alexander Albon  | Williams-Mercedes       | 12     |
| 17       | Daniel Ricciardo | Racing Bulls-Honda RBPT | 12     |
| 18       | Oliver Bearman   | Ferrari                 | 7      |
| 19       | Franco Colapinto | Williams-Mercedes       | 5      |
| 20       | Liam Lawson      | Racing Bulls-Honda RBPT | 4      |

| Pos. | Écurie                  | Points |
| ---- | ----------------------- | ------ |
| 1    | McLaren-Mercedes        | 608    |
| 2    | Ferrari                 | 584    |
| 3    | Red Bull-Honda RBPT     | 555    |
| 4    | Mercedes                | 425    |
| 5    | Aston Martin-Mercedes   | 86     |
| 6    | Haas-Ferrari            | 50     |
| 7    | Alpine-Renault          | 49     |
| 8    | Racing Bulls-Honda RBPT | 46     |
| 9    | Williams-Mercedes       | 17     |

## Statistiques
Le Grand Prix de Las Vegas 2024 représente :
- la 4e pole position de George Russell, sa troisième de la saison[36] ;
- la 3e victoire de George Russell, sa deuxième de la saison[37] ;
- la 129e victoire pour Mercedes en tant que constructeur[38] ;
- la 218e victoire de Mercedes en tant que motoriste[39] ;
- le 60e doublé de Mercedes, le premier depuis le Grand Prix de São Paulo en 2022[40] ;
- le premier Grand Prix dirigé par Rui Marques, jusqu’à présent directeur de course en Formule 2 et Formule 3[6].

Au cours de ce Grand Prix :
- Max Verstappen s'adjuge son quatrième titre de champion du monde, à deux Grands Prix de la fin de saison[41] ; il rejoint ainsi Alain Prost et Sebastian Vettel qui, comme lui, les a tous remportés consécutivement avec l'écurie Red Bull Racing[42],[43] ;
- Lewis Hamilton est élu « pilote du jour » à l'issue d'un vote organisé sur le site officiel de la Formule 1[44] ;
- Vitantonio Liuzzi (80 départs en Grands Prix entre 2005 et 2011, 26 points inscrits) est nommé conseiller par la FIA pour aider dans leurs jugements le groupe des commissaires de course[45].